# Bell X-22
Bell X-22 là một loại máy bay thử nghiệm V/STOL của Hoa Kỳ.

## Tính năng kỹ chiến thuật (X-22A)
Đặc tính tổng quát
- Kíp lái: 2+6 hành khách
- Chiều dài: 39 ft 7 in (12,07 m)
- Sải cánh: 39 ft 3 in (11,96 m)
- Sải cánh (cánh trước): 22,916 ft (6,98 m)
- Chiều cao: 20 ft 8 in (6,31 m)
- Trọng lượng rỗng: 10.478 lb (4.753 kg)
- Trọng lượng cất cánh tối đa: 17.644 lb (8.003 kg)
- Động cơ: 4 × General Electric-YT58-GE-8D kiểu turboshaft, 1.267 hp (945 kW)  mỗi chiếc
- Cánh quạt: 3-lá, 7 ft 0 in (2,13 m) đường kính

Hiệu suất bay
- Vận tốc cực đại: 221 kn (254 mph; 409 km/h)
- Trần bay: 27.800 ft (8.500 m)

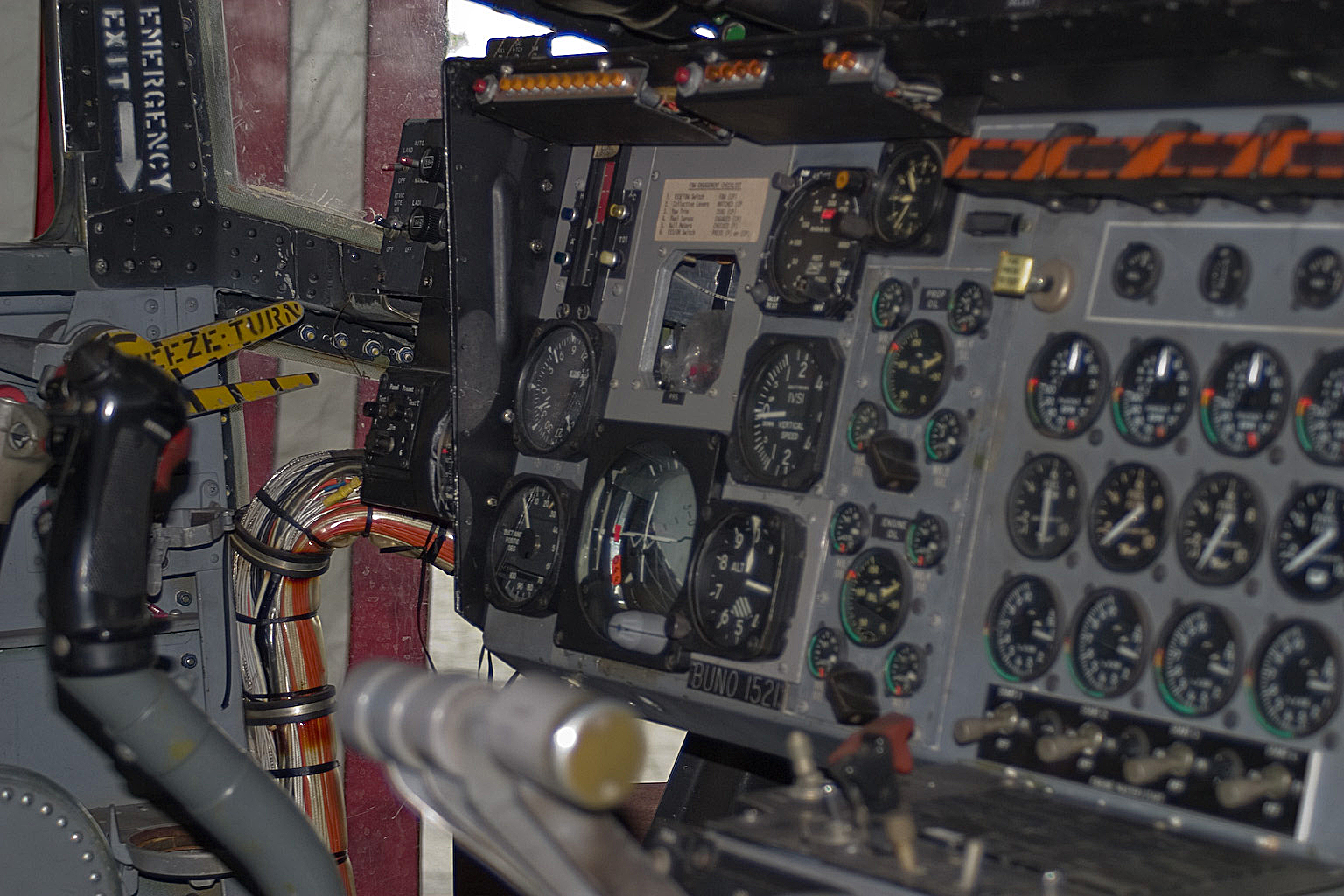
Bell X-22

- Trần bay treo dưới tác động hiệu ứng mặt đất: 12.000 ft (3.658 m)
- Trần bay treo không chịu hiệu ứng mặt đất: 6.000 ft (1.829 m)